# Liste du patrimoine mondial en Turquie
Cet article recense les biens inscrits au patrimoine mondial en Turquie.

## Statistiques
La Turquie (nommée « Türkiye » par l'UNESCO) ratifie la Convention pour la protection du patrimoine mondial, culturel et naturel le 16 mars 1983. Les premiers biens protégés sont inscrits en 1985.
En 2025, la Turquie compte 22 biens inscrits au patrimoine mondial : 20 culturels et 2 mixtes.
À la même date, le pays a également soumis 77 propositions à la liste indicative : 71 culturels, 3 naturels et 3 mixtes.

## Listes

### Patrimoine mondial
Les biens turcs suivants sont inscrits au patrimoine mondial :
| Id.  | Bien                                                                            | Province                                            | Année | Superficie (ha) | Critères et notes | Coordonnées                                                         | Illus. |
| ---- | ------------------------------------------------------------------------------- | --------------------------------------------------- | ----- | --------------- | --- | ------------------------------------------------------------------- | ------ |
| 1519 | Aphrodisias                                                                     | Aydın                                               | 2017  | 152,25          | Culturel, (ii), (iii), (iv), (vi) Comprend deux sites distincts : Aphrodisias et ses anciennes carrières de marbre. | 37° 42′ 32″ nord, 28° 43′ 26″ est                                   |        |
| 1452 | Bursa et Cumalıkızık : la naissance de l'Empire ottoman                         | Bursa                                               | 2014  | 27              | Culturel, (i), (ii), (iv), (vi) Comprend 8 sites distincts : külliye d'Orhan Gazi (tr), tombes d'Osman et d'Orhan, külliye de Hüdavendigar (tr), vieux bains turcs de Hüdavendigar, külliye de Yıldırım (tr), külliye de Yeşil (tr), külliye de Muradiye (tr) et Cumalıkızık | 40° 11′ 06″ nord, 29° 03′ 43″ est                                   |        |
| 1018 | Éphèse                                                                          | Izmir                                               | 2015  | 663             | Culturel, (iii), (iv), (vi) Comprend 4 sites distincts : Çukuriçi Höyük (en), Éphèse, Ayasoluk et maison de la Vierge Marie | 37° 07′ 01″ nord, 27° 19′ 59″ est                                   |        |
| 1669 | Gordion                                                                         | Ankara                                              | 2023  | 1 064           | Culturel, (iii) | 39° 39′ 18″ nord, 31° 59′ 38″ est                                   |        |
| 358  | Grande mosquée et hôpital de Divriği                                            | Sivas                                               | 1985  | 126             | Culturel, (i), (iv) | 39° 22′ 26″ nord, 38° 07′ 26″ est                                   |        |
| 377  | Hattousa : la capitale hittite                                                  | Çorum                                               | 1986  | 268             | Culturel, (i), (ii), (iii), (iv) Comprend 4 sites distincts : Hattousa, Yazılıkaya, Kayalı Boğaz et Osmankayası | 40° 00′ 50″ nord, 34° 37′ 16″ est                                   |        |
| 485  | Hierapolis-Pamukkale                                                            | Denizli                                             | 1988  | 1 077           | Mixte, (iii), (iv), (vii) | 37° 55′ 26″ nord, 29° 07′ 23″ est                                   |        |
| 1572 | Göbekli Tepe                                                                    | Şanlıurfa                                           | 2018  | 2 016           | Culturel, (i), (ii), (iv) | 37° 13′ 23″ nord, 38° 55′ 23″ est                                   |        |
| 1366 | Mosquée Selimiye et son ensemble social                                         | Edirne                                              | 2011  | 2,5             | Culturel, (i), (iv) | 41° 40′ 41″ nord, 26° 33′ 32″ est                                   |        |
| 1694 | Mosquées hypostyles en bois de l'Anatolie médiévale                             | Afyonkarahisar, Ankara, Eskişehir, Kastamonu, Konya | 2023  | 0,61            | Culturel, (ii), (iv) Comprend 5 mosquées distinctes : Afyon (en), Aslanhane (en), Sivrihisar (en), Mahmut Bey (en), Eşrefoğlu. | 38° 45′ 18″ nord, 30° 31′ 48″ est                                   |        |
| 448  | Nemrut Dağ                                                                      | Adıyaman                                            | 1987  | 11              | Culturel, (i), (iii), (iv) | 38° 02′ 13″ nord, 38° 45′ 50″ est                                   |        |
| 357  | Parc national de Göreme et sites rupestres de Cappadoce                         | Nevşehir                                            | 1985  | 9 884           | Mixte, (i), (iii), (v), (vii) Comprend 7 sites distincts : parc national de Göreme, sites troglodytiques de Karain, Karlık, Yeşilöz et Soğanlı, et villes souterraines de Kaymaklı et Derinkuyu                                                                              | 38° 40′ 01″ nord, 34° 51′ 00″ est                                   |        |
| 1488 | Paysage culturel de la forteresse (en) de Diyarbakır et des jardins de l'Hevsel | Diyarbakır                                          | 2015  | 521             | Culturel, (iv) | 37° 55′ 01″ nord, 40° 13′ 59″ est                                   |        |
| 1457 | Pergame et son paysage culturel à multiples strates                             | Izmir                                               | 2014  | 333             | Culturel, (i), (ii), (iii), (iv), (vi) Comprend 9 sites distincts : Pergame, sanctuaire de Cybèle, tumuli d'Ilyas Tepe, Yigma Tepe, Ikili, Tavsan Tepe, X Tepe, A Tepe et Maltepe                                                                                            | 39° 07′ 34″ nord, 27° 10′ 48″ est                                   |        |
| 1731 | Sardes et les tumuli lydiens de Bin Tepe (en)                                   | Manisa                                              | 2025  | 9 244           | Culturel, (iii) Comprend 2 sites distincts. | 38° 28′ 55″ nord, 28° 02′ 43″ est 38° 34′ 37″ nord, 27° 59′ 36″ est |        |
| 1518 | Site archéologique d'Ani                                                        | Kars                                                | 2016  | 250,7           | Culturel, (ii), (iii), (iv) | 40° 30′ 00″ nord, 43° 34′ 01″ est                                   |        |
| 849  | Site archéologique de Troie                                                     | Çanakkale                                           | 1998  | 158             | Culturel, (ii), (iii), (vi) | 39° 57′ 22″ nord, 26° 14′ 20″ est                                   |        |
| 1405 | Site néolithique de Çatal Höyük                                                 | Konya                                               | 2012  | 37              | Culturel, (ii), (iv) | 37° 40′ 01″ nord, 32° 49′ 41″ est                                   |        |
| 1622 | Tell d'Arslantepe                                                               | Malatya                                             | 2021  | 4,85            | Culturel, (iii) | 38° 22′ 55″ nord, 38° 21′ 40″ est                                   |        |
| 614  | Ville de Safranbolu                                                             | Karabük                                             | 1994  | 193             | Culturel, (ii), (iv), (v) Comprend 3 sites distincts : Çukur, Kıranköy et Bağlar | 41° 16′ nord, 32° 41′ est                                           |        |
| 484  | Xanthos-Letoon                                                                  | Antalya                                             | 1988  | 126             | Culturel, (ii), (iii) | 36° 20′ 06″ nord, 29° 19′ 12″ est                                   |        |
| 356  | Zones historiques d'Istanbul                                                    | Istanbul                                            | 1985  | 678             | Culturel, (i), (ii), (iii), (iv) Comprend 4 sites distincts : parc archéologique de Sultanahmet, quartiers de Süleymaniye et de Zeyrek et murailles | 41° 00′ 29″ nord, 28° 58′ 48″ est                                   |        |

### Liste indicative
Les propositions suivantes sont inscrites sur la liste indicative de la Turquie en 2023.
| Id.  | Bien                                                                                               | Province                                     | Année | Critères et notes | Coordonnées                       | Illus. |
| ---- | -------------------------------------------------------------------------------------------------- | -------------------------------------------- | ----- | --- | --------------------------------- | ------ |
| 1405 | Alanya                                                                                             | Antalya                                      | 2000  | Culturel, (iii), (iv) | 36° 31′ 59″ nord, 31° 58′ 59″ est |        |
| 5910 | Ancienne ville d'Anazarbe                                                                          | Adana                                        | 2014  | Culturel, (iii), (iv), (vi) | 37° 15′ 25″ N, 35° 54′ 04″ E      |        |
| 5906 | Ancienne ville de Kaunos                                                                           | Muğla                                        | 2014  | Culturel, (i), (ii), (iii), (iv) | 36° 49′ 34″ nord, 28° 37′ 19″ est |        |
| 5909 | Ancienne ville de Korykos                                                                          | Mersin                                       | 2014  | Culturel, (ii), (iii), (iv) | 36° 27′ 25″ nord, 34° 08′ 53″ est |        |
| 6041 | Ancienne ville de Stratonikeia                                                                     | Muğla                                        | 2015  | Culturel, (ii), (iv)) | 37° 18′ 47″ nord, 28° 03′ 54″ est |        |
| 5408 | Anciennes cités de la civilisation lycienne                                                        | Antalya                                      | 2009  | Culturel, (iii), (iv) |                                   |        |
| 6242 | Site archéologique d'Assos                                                                         | Çanakkale                                    | 2017  | Culturel, (iii), (iv), (vi) | 39° 29′ 28″ nord, 26° 20′ 13″ est |        |
| 6350 | Basilica Therma (Sarıkaya Roma Hamamı)                                                             | Yozgat                                       | 2018  | Culturel, (iv) | 39° 29′ 42″ nord, 35° 22′ 34″ est |        |
| 1403 | Caravansérails seldjoukides sur la route de Denizli à Doğubayazıt                                  |                                              | 2000  | Culturel, (ii), (iii), (iv) |                                   |        |
| 5732 | Carrière de Yesemek et atelier de sculpture                                                        | Gaziantep                                    | 2012  | Culturel, (ii), (iii) | 36° 54′ 14″ nord, 36° 44′ 53″ est |        |
| 5734 | Château de Mamure                                                                                  | Mersin                                       | 2012  | Culturel, (iv), (v) | 36° 04′ 52″ nord, 32° 53′ 38″ est |        |
| 6472 | Château (en) et mithréum de Zerzevan                                                               | Diyarbakır                                   | 2020  | Culturel, (iii), (iv), (vi) | 37° 36′ 29″ N, 40° 29′ 56″ E      |        |
| 6121 | Le château de Bodrum                                                                               | Muğla                                        | 2016  | Culturel, (ii), (iii), (iv) | 37° 01′ 55″ nord, 27° 25′ 44″ est |        |
| 6123 | Ancienne ville de Cibyra                                                                           | Burdur                                       | 2016  | Culturel, (iii), (iv) | 37° 09′ 36″ nord, 29° 29′ 20″ est |        |
| 5730 | Cité médiévale de Beçin                                                                            | Muğla                                        | 2012  | Culturel, (ii) | 37° 16′ 30″ nord, 27° 47′ 20″ est |        |
| 5735 | Complexe d'Haci Bektas Veli                                                                        | Nevşehir                                     | 2012  | Culturel, (iii), (vi) | 38° 56′ 38″ nord, 34° 33′ 40″ est |        |
| 5901 | Complexe de la mosquée Zeynel Abidin (en) et église Mor Yakup (en)                                 | Mardin                                       | 2014  | Culturel, (iii), (iv) | 37° 04′ 01″ N, 41° 12′ 54″ E      |        |
| 6044 | Complexe palatial de Yıldız                                                                        | Istanbul                                     | 2015  | Culturel, ((ii), (iii), (iv) | 41° 02′ 56″ nord, 29° 00′ 40″ est |        |
| 6117 | Complexe Sultan-Bayezid-II (tr) : un centre de traitement médical                                  | Edirne                                       | 2016  | Culturel, (ii), (iv), (vi) | 41° 41′ 10″ nord, 26° 32′ 38″ est |        |
| 6468 | Comptoirs et fortifications sur les routes commerciales génoises de la Méditerranée à la mer Noire | Aydın, Bartın, Düzce, Istanbul, İzmir, Sinop | 2020  | Culturel, (ii), (iv) Tour de Galata, forts de Yoros (en), Foça (en), Çandarlı (en), Çeşme (en), Amasra (en), Akçakoca (en), Sinop (en) et Güvercinada (en), fortifications de Kuşadası |                                   |        |
| 5912 | Eflatun Pınar : le sanctuaire de printemps des Hittites                                            | Konya                                        | 2014  | Culturel, (iii), (iv), (vi) | 37° 49′ 34″ nord, 31° 40′ 30″ est |        |
| 6035 | Église d'Akdamar                                                                                   | Van                                          | 2015  | Culturel, (i), (ii), (iii), (iv), (vi) | 38° 20′ 24″ nord, 43° 02′ 13″ est |        |
| 1399 | Église Saint-Nicolas de Myre                                                                       | Antalya                                      | 2000  | Culturel, (iii), (iv) | 36° 07′ 30″ nord, 29° 58′ 01″ est |        |
| 1409 | Église Saint-Paul de Tarse, puits de Saint-Paul et quartiers historiques avoisinants               | Mersin                                       | 2000  | Culturel, (ii), (iii), (iv) | 36° 55′ nord, 34° 54′ est         |        |
| 6534 | Églises et monastères de l'Antiquité tardive et du Moyen Âge à Midyad et ses environs (Tur Abdin)  | Mardin                                       | 2021  | Culturel, (iii), (iv), (vi) |                                   |        |
| 6037 | Eshab-ı Kehf Kulliye (complexe social ottoman)                                                     | Kahramanmaraş                                | 2015  | Culturel, (iii), (vi) | 38° 14′ 53″ nord, 36° 51′ 18″ est |        |
| 6114 | Tushpa/Forteresse de Van, le mont et la vieille ville de Van                                       | Van                                          | 2016  | Culturel, (ii), (iii), (iv), (vi) | 38° 30′ 04″ nord, 43° 20′ 20″ est |        |
| 6120 | Grande mosquée de Sivrihisar (en)                                                                  | Eskişehir                                    | 2016  | Culturel, (ii), (iv) | 39° 27′ 04″ nord, 31° 32′ 13″ est |        |
| 6403 | Parc naturel de la grotte Ballıca (en)                                                             | Tokat                                        | 2019  | Naturel, (vii), (viii) | 40° 13′ 37″ nord, 36° 18′ 04″ est |        |
| 666  | Grotte de Karain                                                                                   | Antalya                                      | 1994  | Culturel, (iii), (vi) | 37° 04′ 59″ nord, 30° 34′ 01″ est |        |
| 1400 | Harran et Şanlıurfa                                                                                | Şanlıurfa                                    | 2000  | Culturel, (i), (ii), (iii), (iv) | 37° 09′ nord, 38° 48′ est         |        |
| 5613 | Hatay, église Saint-Pierre d'Antioche                                                              | Hatay                                        | 2011  | Culturel, (iii), (vi) | 36° 12′ 34″ N, 36° 10′ 42″ E      |        |
| 5900 | İznik                                                                                              | Bursa                                        | 2014  | Culturel, (ii), (iii), (v) | 40° 30′ 00″ nord, 29° 40′ 01″ est |        |
| 1411 | Kekova                                                                                             | Antalya                                      | 2000  | Mixte | 36° 13′ 01″ nord, 29° 52′ 59″ est |        |
| 1404 | Konya - Une capitale de la civilisation seldjoukide                                                | Konya                                        | 2000  | Culturel, (i), (ii), (iv) | 37° 52′ 01″ nord, 32° 30′ 00″ est |        |
| 6042 | Le pont d'Uzunköprü                                                                                | Edirne                                       | 2015  | Culturel, (iii), (iv)) | 41° 16′ 41″ nord, 26° 40′ 30″ est |        |
| 6347 | Le pont de Justinien                                                                               | Sakarya                                      | 2018  | Culturel, (iii), (iv) | 40° 44′ 13″ nord, 30° 22′ 23″ est |        |
| 6036 | Le théâtre et les aqueducs de la ville antique d'Aspendos                                          | Antalya                                      | 2015  | Culturel, (i), (ii), (iv) | 36° 56′ 17″ nord, 31° 10′ 23″ est |        |
| 1401 | Les pierres tombales d'Ahlat et la citadelle ottomane                                              | Bitlis                                       | 2000  | Culturel, (i), (iii) | 38° 45′ nord, 42° 30′ est         |        |
| 6345 | Les structures souterraines d'adduction d'eau à Gaziantep ; livas et kastels                       | Gaziantep                                    | 2018  | Culturel, (iii), (iv) |                                   |        |
| 5907 | Madrasas seldjoukides anatoliennes                                                                 | Erzurum, Kayseri, Kırşehir, Konya, Sivas     | 2014  | Culturel, (ii), (iv) |                                   |        |
| 5729 | Mausolée (en) et site sacré d'Hécatomnos                                                           | Muğla                                        | 2012  | Culturel, (i), (iii), (iv) | 37° 18′ 54″ nord, 27° 46′ 59″ est |        |
| 1398 | Monastère d'Alahan                                                                                 | Mersin                                       | 2000  | Culturel, (i), (iii), (iv) | 37° 52′ 01″ nord, 32° 30′ 00″ est |        |
| 1397 | Monastère de Sumela                                                                                | Trabzon                                      | 2000  | Culturel, (i), (iii) | 40° 48′ 00″ nord, 39° 01′ 59″ est |        |
| 6039 | Mont Harşena et les tombes-roches des rois pontiques                                               | Amasya                                       | 2015  | Mixte, (iii), (vi), (vii) | 40° 39′ 18″ nord, 35° 49′ 34″ est |        |
| 5731 | Monuments historiques de Niğde                                                                     | Niğde                                        | 2012  | Culturel, (ii) | 37° 58′ 59″ nord, 34° 42′ 00″ est |        |
| 5611 | Mosquée Eşrefoğlu                                                                                  | Konya                                        | 2011  | Culturel, (ii), (iv) | 37° 40′ 59″ N, 31° 43′ 12″ E      |        |
| 6124 | Mosquée Hacı Bayram (en) et ses environs (le quartier Hacı Bayram)                                 | Ankara                                       | 2016  | Culturel, (iv), (vi) | 39° 56′ 38″ nord, 32° 51′ 29″ est |        |
| 5904 | Mosquée Mahmut Bey                                                                                 | Kastamonu                                    | 2014  | Culturel, (ii), (iv) | 41° 31′ 08″ nord, 33° 41′ 24″ est |        |
| 6122 | Complexe Nuruosmaniye                                                                              | Istanbul                                     | 2016  | Culturel, (ii), (iii), (iv) | 41° 01′ nord, 28° 58′ est         |        |
| 6119 | Mosquée Yivliminare (en)                                                                           | Antalya                                      | 2016  | Culturel, (ii), (iv) | 36° 53′ 10″ nord, 30° 42′ 14″ est |        |
| 1410 | Palais Ishak Pacha                                                                                 | Ağrı                                         | 2000  | Culturel, (i), (iii), (iv) | 39° 31′ 01″ nord, 44° 07′ 59″ est |        |
| 1412 | Parc national Güllük Dağı-Termessos (en)                                                           | Antalya                                      | 2000  | Mixte | 37° 00′ nord, 30° 30′ est         |        |
| 6244 | Paysage culturel d'İvriz (en)                                                                      | Konya                                        | 2017  | Culturel, (ii), (iii), (iv) | 37° 23′ 46″ nord, 34° 09′ 54″ est |        |
| 1406 | Paysage culturel de Mardin                                                                         | Mardin                                       | 2000  | Culturel, (ii), (iii), (iv) | 37° 19′ 01″ nord, 40° 43′ 59″ est |        |
| 6243 | Paysage industriel d'Ayvalık                                                                       | Balıkesir                                    | 2017  | Culturel, (iii), (v) | 39° 19′ 01″ nord, 26° 41′ 31″ est |        |
| 6040 | Phrygie montagneuse                                                                                | Afyonkarahisar, Eskişehir, Kütahya           | 2015  | Culturel, (ii), (iii), (iv)) | 39° 12′ 04″ nord, 30° 42′ 58″ est |        |
| 6113 | Le pont de Malabadi                                                                                | Diyarbakır                                   | 2016  | Culturel, (iii), (iv), (vi) | 38° 09′ 22″ nord, 41° 12′ 11″ est |        |
| 6344 | Première période de l'héritage turc anatolien : Niksar, capitale de la dynastie Danishmend         | Tokat                                        | 2018  | Culturel, (ii), (iv), (vi) | 40° 35′ 17″ nord, 37° 00′ 00″ est |        |
| 6348 | Site archéologique de Priène                                                                       | Aydın                                        | 2018  | Culturel, (ii), (iii), (iv), (vi) | 37° 39′ 36″ nord, 27° 17′ 53″ est |        |
| 6470 | Site archéologique de Karatepe-Aslantaş                                                            | Osmaniye                                     | 2020  | Culturel, (ii), (iii), (iv) | 37° 17′ 46″ N, 36° 15′ 14″ E      |        |
| 5905 | Site archéologique de Kültepe-Kanesh                                                               | Kayseri                                      | 2014  | Culturel, (ii), (iii) | 38° 51′ 00″ N, 35° 37′ 59″ E      |        |
| 5823 | Site archéologique de Laodicée                                                                     | Denizli                                      | 2013  | Culturel, (ii), (iii), (iv) | 37° 50′ 10″ N, 29° 06′ 32″ E      |        |
| 5411 | Site archéologique de Pergé                                                                        | Antalya                                      | 2009  | Culturel, (ii) | 36° 57′ 43″ nord, 30° 51′ 14″ est |        |
| 5409 | Site archéologique de Sagalassos                                                                   | Burdur                                       | 2009  | Culturel, (ii), (iii) | 37° 40′ 41″ nord, 30° 31′ 08″ est |        |
| 5726 | Site archéologique de Zeugma                                                                       | Gaziantep                                    | 2012  | Culturel, (ii), (iii), (iv) | 37° 03′ 14″ nord, 37° 52′ 01″ est |        |
| 5733 | Site urbain historique d'Odunpazarı                                                                | Eskişehir                                    | 2012  | Culturel, (iii), (vi) | 39° 45′ 47″ nord, 30° 31′ 34″ est |        |
| 5902 | Tombe d'Ahi Evran                                                                                  | Kırşehir                                     | 2014  | Culturel, (iii), (vi) | 39° 08′ 53″ nord, 34° 09′ 32″ est |        |
| 6043 | Tombe d'Ismail Fakirullah et son mécanisme de réfraction de la lumière                             | Siirt                                        | 2015  | Culturel, (iv), (vi) | 37° 56′ 56″ nord, 42° 00′ 36″ est |        |
| 5903 | Tunnel de Vespasien et Titus (en)                                                                  | Hatay                                        | 2014  | Culturel, (i), (iv) | 36° 07′ 16″ N, 35° 55′ 19″ E      |        |
| 6473 | Vallée de Koramaz (tr)                                                                             | Kayseri                                      | 2020  | Culturel, (v) | 38° 48′ 11″ N, 35° 41′ 02″ E      |        |
| 5724 | Ville antique d'Aizanoi                                                                            | Kütahya                                      | 2012  | Culturel, (ii), (iv) | 39° 11′ 42″ nord, 29° 37′ 48″ est |        |
| 6469 | Ville historique de Beypazarı                                                                      | Ankara                                       | 2020  | Culturel, (iii) | 40° 10′ 01″ N, 31° 55′ 16″ E      |        |
| 6535 | Ville historique de Kemaliye                                                                       | Erzincan                                     | 2021  | Mixte, (v), (viii) | 39° 15′ 40″ N, 38° 29′ 49″ E      |        |
| 6038 | Ville historique corporatiste de Mudurnu                                                           | Bolu                                         | 2015  | Culturel, (ii), (iv) | 40° 28′ 01″ nord, 31° 13′ 01″ est |        |
| 6349 | Ville historique d'Harpout                                                                         | Elâzığ                                       | 2018  | Culturel, (iii), (iv), (vi) | 48° 43′ 01″ nord, 39° 15′ 00″ est |        |
| 5728 | Ville historique de Birgi                                                                          | Izmir                                        | 2012  | Culturel, (ii), (iv) | 38° 15′ 25″ nord, 28° 03′ 47″ est |        |
| 6471 | Ville portuaire historique d'Izmir                                                                 | İzmir                                        | 2020  | Culturel, (ii), (iii), (iv) | 38° 25′ N, 27° 08′ E              |        |
| 5824 | Zone de protection spéciale du lac Tuz                                                             | Ankara, Aksaray, Konya                       | 2013  | Naturel, (ii), (iv) | 38° 45′ 00″ N, 33° 19′ 01″ E      |        |
| 6125 | Zone humide du delta de Kızılırmak (en) et sanctuaire des oiseaux                                  | Samsun                                       | 2016  | Naturel, (vii), (x) | 41° 40′ 01″ nord, 36° 04′ 59″ est |        |
| 5911 | Zones de combats de la Première Guerre mondiale à Çanakkale (Dardanelles) et Gelibolu (Gallipoli)  |                                              | 2014  | Culturel, (vi) | 39° 30′ 50″ nord, 28° 53′ 02″ est |        |